# Niki Koss
Niki Koss (Los Angeles, 15 de fevereiro de 1994) é uma atriz americana.

## Biografia
Começou sua carreira com apenas 4 anos de idade no filme The Pearl, onde interpretou a Meghan, mais tarde teve papéis coadjuvante em vários filmes até seus papéis principais em Scouts Guide to the Zombie Apocalypse e My Stepdaughter, onde interpretou a Casey.
Em 2016 foi confirmado que seria uma das protagonistas da nova série de Freeform Famous in Love, onde interpreta a Alexis Gleen, uma garota que compete para ganhar um papel num filme e que esconde vários segredos.

## Filmografia
| Cinema    | Cinema                                | Cinema        | Cinema             |
| Ano       | Título                                | Papel         | Notas              |
| --------- | ------------------------------------- | ------------- | ------------------ |
| 2005      | The Pearl                             | Meghan        |                    |
| 2013      | Rede Wing                             | Mary Ann      |                    |
| 2013      | Augury                                | Felicity      | Curta metragem     |
| 2014      | A Teenage Drama                       | Jenny         | Curta metragem     |
| 2014      | The Appearing                         | Dawn          |                    |
| 2015      | Losing It                             | Mackenzie     | Curta metragem     |
| 2015      | Girl on the Edge                      | Jennifer      |                    |
| 2015      | My Stepdaughter                       | Casey         |                    |
| 2015      | Scouts Guide to the Zombie Apocalypse | Chloe         |                    |
| 2016      | Trafficked                            | Jessie        |                    |
| 2016      | Antisocial.app                        | Stacey        |                    |
| Televisão |                                       |               |                    |
| Ano       | Título                                | Papel         | Notas              |
| 2016      | The Monroes                           | Noelle Monroe | Filme de televisão |
| 2017–2018 | Famous in Love                        | Alexis Gleen  | Elenco principal   |